# Pivne
Pivne  (ucraniano: Рівне) es una localidad del Raión de Berezivka en el Óblast de Odesa de Ucrania. Según el censo de 2001, tiene una población de 270 habitantes.